# 福滿
都督福滿（转写：Dudu Fuman，?—?），爱新觉罗氏，明朝建州左卫人。觉昌安的父亲，塔克世的祖父，努尔哈赤的曾祖父。明万历二十六年，努尔哈齐在赫图阿拉城西北的桥山山麓择定了濒临苏子河、遥望烟筒山的一片平阳之地，动工为其祖辈修建陵墓，埋葬了努尔哈齐曾祖福满的遗体和六世祖猛特穆的衣冠。1636年5月16日（清崇德元年四月乙亥朔十二日丙戌），皇太极追尊他为庆王。1648年12月18日（清顺治五年十一月辛酉朔五日乙丑），顺治帝追谥他为直皇帝（转写：tondo hvwangdi），庙号興祖（转写：yendebuhe mafa）。同时受追尊得还有努尔哈赤的高祖父，也就是福滿之父。但是据后来修订的《满洲实录》记载，福滿之父錫寶齊篇古是追封清肇祖孟特穆的孙子。

## 子
福滿有六子，德世库、刘阐、索长阿、觉昌安、包朗阿和宝实都居住在赫图阿拉的觉罗地方，‘环卫而居，彼此相距近者5里，远者不过20里，是为六工，又称为宁古塔贝勒，亦通称努尔哈赤六祖’。天聪九年（1635），皇太極为区分直系与旁支的世系关系，诏令觉昌安四子塔克世的后裔称为宗室，系黄带。觉昌安之外五祖子孙称觉罗，系红带，以别于宗室，后裔子孙载入觉罗族谱。